# هاکوب مندزوری
هاکوب مندزوری (ارمنی: Հակոբ Մնձուրի؛  زادهٔ ۱۶ اکتبر ۱۸۸۶ - درگذشته ۱۹۷۸) نویسنده، رمان‌نویس اهل ارمنستان بود.

## زندگی‌نامه
وی با نام اصلی هاکوب تمیرچیان (ارمنی: Հակոբ Թեմերճյան (Տեմիրճյան)) در ۱۶ اکتبر ۱۸۸۶ در استان ارزنجان به دنیا آمد و از کالج رابرت فارغ‌التحصیل گشت.  وی در ۱۹۷۸ در سن ۹۲ سالگی در استانبول درگذشت.

## نگارخانه

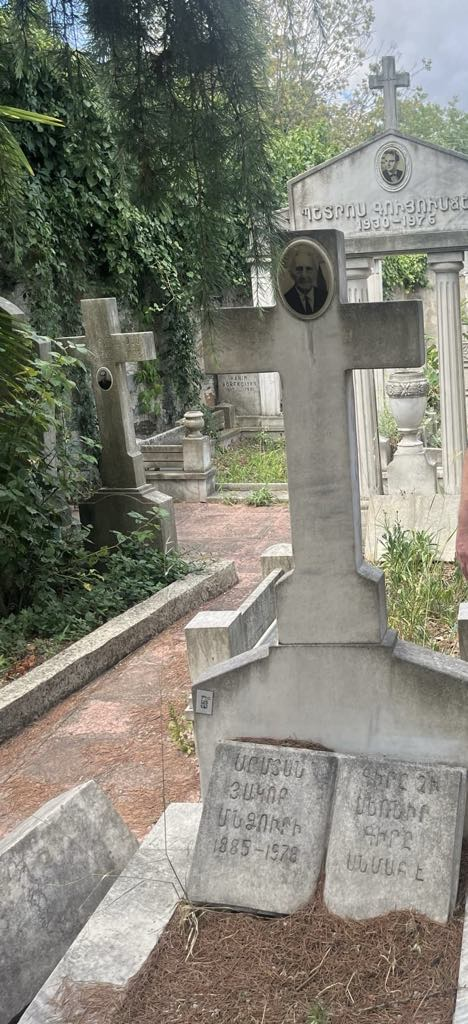